# Formula One 99
 (juillet 2017).
Si vous disposez d'ouvrages ou d'articles de référence ou si vous connaissez des sites web de qualité traitant du thème abordé ici, merci de compléter l'article en donnant les références utiles à sa vérifiabilité et en les liant à la section « Notes et références ».
Pour les articles homonymes, voir Formula One.
Formula One 99 est un jeu vidéo de course de Formule 1 développé par Studio 33 et édité par Psygnosis pour la version PlayStation, et par Take 2 Interactive pour la version Windows. Sorti à l’automne 1999, c'est le quatrième opus de la série Formula One.

## Présentation
Formula One 99 ayant pour cadre le championnat du monde de Formule 1 1999, il propose tous les pilotes, toutes les équipes et tous les circuits de ladite saison, y compris la nouvelle écurie British American Racing et le tracé de Sepang. Parmi les pilotes, les changements majeurs par rapport à l’édition précédente sont le passage de Jacques Villeneuve chez BAR, de Heinz-Harald Frentzen chez Jordan et de Ralf Schumacher chez Williams.
Par ailleurs, le jeu offre la possibilité de jouer avec les pilotes qui ont remplacé les coureurs officiels en cours de saison. On peut donc incarner Stéphane Sarrazin chez Minardi, où il a remplacé Badoer lors du Grand Prix du Brésil, et Mika Salo, chez BAR où il a suppléé Zonta entre Saint-Marin et Barcelone, et chez Ferrari où il a pallié l'absence de Michael Schumacher entre le Grand Prix d’Autriche et celui d'Europe. Si tous deux n’ont disputé que quelques courses en tant que titulaire, il est néanmoins possible de courir avec leur nom durant le championnat entier.
Conformément à la réglementation de l’époque, les monoplaces sont équipées de pneus Bridgestone et de moteurs V10. La séance de qualifications dure une heure complète, chaque pilote disposant de douze tours pour réaliser un temps. La séance d'avant-course, le « warm-up », est également présente.
Les points sont répartis selon ce barème, utilisé jusqu’en 2002 :
- Vainqueur : 10 points
- Second : 6 points
- 3e : 4 points
- 4e : 3 points
- 5e : 2 points
- 6e : 1 point

## Système de jeu
Le jeu recèle trois modes principaux : course rapide, Grand Prix et multijoueurs.
Le mode Grand Prix permet de disputer la saison en intégralité. De nombreuses options sont paramétrables, telles la difficulté, le nombre de tours, la météo, les arrêts au stand, la présence ou non des pénalités, des drapeaux, des dégâts et des casses mécaniques (pour les concurrents uniquement).
On a également accès à un écran de configuration pour modifier les réglages de la voiture. Ceci fait, on peut prendre part aux essais libres, aux qualifications ou directement au Grand Prix.
Le joueur peut également choisir l'ambiance sonore qui l'accompagne pendant la course : musique, intervention du stand ou commentaires des journalistes. Dans la version française, ces derniers sont assurés par Pierre Van Vliet et Jacques Laffite (tous deux officiaient sur TF1, à cette époque). Leurs remarques sont assez terre à terre, mais néanmoins drôles : « Quelque chose vient-il de se passer ? Les drapeaux jaunes sont sortis. » ; « Je ne devrais pas le dire mais… Non, non, je ne le dirai pas. » ; « Que se passe-t-il ? Un coup de théâtre ? ».
Côté gameplay, les monoplaces ont un comportement plutôt réaliste. Leurs performances varient d'une écurie à une autre, notamment au niveau de leur vitesse en ligne droite. Les voitures des teams de pointe (Ferrari, McLaren et Jordan) figurent parmi les plus rapides, mais plus l'on se rapproche des écuries du fond de grille, moins les monoplaces sont performantes. L'IA, de son côté, est inégale : tantôt lente, tantôt capable de réaliser des temps impossibles pour rattraper le joueur.

## Particularités
Formula One 99 est le premier jeu de la franchise Formula One, et le seul avant F1 2011, de Codemasters, à avoir introduit la voiture de sécurité. Ses apparitions sont régulières et résultent en général d'un simple abandon d'une voiture IA.
Le jeu étant sorti après la clôture du championnat du monde 1999, il inclut tous les transferts survenus en cours de saison. Lorsque l’on entame un championnat, on voit ainsi Sarrazin prendre la place de Badoer au Grand Prix du Brésil, et Salo remplacer Zonta, chez BAR, puis Schumacher, chez Ferrari. En outre, le jeu offrant la possibilité de configurer la grille de départ, la grille proposée par défaut est celle de la saison 1999 : chaque pilote est donc à la place qu'il a décrochée en qualifications, avec son véritable temps. Dernier point : le respect du niveau réel des pilotes et des écuries. Conformément à la hiérarchie de l’époque, les McLaren, Ferrari et Jordan se disputent la tête. On retrouve Barrichello et Ralf Schumacher en embuscade, alors que Villeneuve, Alesi et Fisichella pointent en milieu de peloton. Les Prost, les Arrows et les Minardi ferment la marche.
Quand on boucle un championnat, un générique défile avec des photographies de la saison 1999. Un thème original, au piano principalement, a été composé pour ce générique.

## Écuries et pilotes
| Écuries                         | Constructeurs | n° | Pilotes               |
| ------------------------------- | ------------- | -- | --------------------- |
| McLaren International           | McLaren       | 1  | Mika Häkkinen         |
| McLaren International           | McLaren       | 2  | David Coulthard       |
| Scuderia Ferrari                | Ferrari       | 3  | Michael Schumacher    |
| Scuderia Ferrari                | Ferrari       | 3  | Mika Salo             |
| Scuderia Ferrari                | Ferrari       | 4  | Eddie Irvine          |
| Williams Grand Prix Engineering | Williams      | 5  | Alessandro Zanardi    |
| Williams Grand Prix Engineering | Williams      | 6  | Ralf Schumacher       |
| Jordan Grand Prix               | Jordan        | 7  | Damon Hill            |
| Jordan Grand Prix               | Jordan        | 8  | Heinz-Harald Frentzen |
| Benetton F1 Racing Team         | Benetton      | 9  | Giancarlo Fisichella  |
| Benetton F1 Racing Team         | Benetton      | 10 | Alexander Wurz        |
| Red Bull Sauber Petronas        | Sauber        | 11 | Jean Alesi            |
| Red Bull Sauber Petronas        | Sauber        | 12 | Pedro Diniz           |
| Arrows Grand Prix International | Arrows        | 14 | Pedro de la Rosa      |
| Arrows Grand Prix International | Arrows        | 15 | Toranosuke Takagi     |
| Stewart Grand Prix              | Stewart       | 16 | Rubens Barrichello    |
| Stewart Grand Prix              | Stewart       | 17 | Johnny Herbert        |
| Prost Grand Prix                | Prost         | 18 | Olivier Panis         |
| Prost Grand Prix                | Prost         | 19 | Jarno Trulli          |
| Minardi Team                    | Minardi       | 20 | Luca Badoer           |
| Minardi Team                    | Minardi       | 20 | Stéphane Sarrazin     |
| Minardi Team                    | Minardi       | 21 | Marc Gené             |
| British American Racing         | BAR           | 22 | Jacques Villeneuve    |
| British American Racing         | BAR           | 23 | Ricardo Zonta         |
| British American Racing         | BAR           | 23 | Mika Salo             |

## Circuits
| N° | Grand Prix                    | Circuit           |
| 1  | Grand Prix d'Australie        | Melbourne         |
| 2  | Grand Prix du Brésil          | Interlagos        |
| 3  | Grand Prix de Saint-Marin     | Imola             |
| 4  | Grand Prix de Monaco          | Monaco            |
| 5  | Grand Prix d'Espagne          | Barcelone         |
| 6  | Grand Prix du Canada          | Montréal          |
| 7  | Grand Prix de France          | Magny-Cours       |
| 8  | Grand Prix de Grande-Bretagne | Silverstone       |
| 9  | Grand Prix d'Autriche         | A1-Ring           |
| 10 | Grand Prix d'Allemagne        | Hockenheim        |
| 11 | Grand Prix de Hongrie         | Budapest          |
| 12 | Grand Prix de Belgique        | Spa-Francorchamps |
| 13 | Grand Prix d'Italie           | Monza             |
| 14 | Grand Prix d'Europe           | Nürburgring       |
| 15 | Grand Prix de Malaisie        | Sepang            |
| 16 | Grand Prix du Japon           | Suzuka            |

## Réception
- Jeuxvideo.com : 16/20[1] (15 selon les lecteurs)
- Edge : 7/10[2]
- GameSpot : 7.7/10[2]
- Joypad : 7/10[2]
- PlayStation Magazine : 6/10[2]